# 段可風
段可風（1974年7月13日—），台灣藝人，2002年以模特兒出道，現為演員。

## 早期經歷
段可風國中畢業後於美髮店當學徒後於非法賭場當記分員後在一次警察緝捕中被抓後交保，22歲回夜校讀廣告設計時與大18歲的電子業男友未婚懷孕生下一女，後分手未婚至今，因為參與當時第一個以麻將為主題的節目《嚦咕嚦咕樂翻天》的試錄被製作人發掘，成為該節目的助理主持，卻在2007年因為車禍淡出演藝圈，2013年再以演員重新出發，活耀於戲劇圈內。

## 電視劇 / 網路劇
| 首播年份 | 頻道       | 劇名                   | 飾演         | 備註 |
| 2013年   | 三立台灣台 | 孤戀花                 | 朱明芳       |      |
| 2014年   | 台視       | 艋舺的女人             | 玉珊         |      |
| 2014年   | 大愛電視台 | 超級台傭               | 林麗鈴       |      |
| 2014年   | 大愛電視台 | 河畔卿卿               | 邱二姨太     |      |
| 2015年   | GOOD TV    | 幸福學堂－一百分父母?! | 廖文惠       |      |
| 2015年   | 三立都會台 | 料理高校生             | 評審         |      |
| 2016年   | 台視       | 我的30定律             | 劉董         |      |
| 2016年   | 大愛電視台 | 家有滿子               |              |      |
| 2016年   | 大愛電視台 | 蘇足                   | 委託行頭家娘 |      |
| 2016年   | 台視       | 700歲旅程              | 艾眉         |      |
| 2016年   | 大愛電視台 | 我和我母親             |              |      |
| 2017年   | 大愛電視台 | 奔跑吧！阿飛           | 秀吟大姊     |      |
| 2017年   | 大愛電視台 | 清風無痕               | 鄭大嫂       |      |
| 2017年   | 大愛電視台 | 若是來恆春             | 崇盛妻       |      |
| 2017年   | 大愛電視台 | 竹南往事               | 簡太太       |      |
| 2018年   | 民視       | 實習醫師鬥格           | 王寶發之妻   |      |
| 2018年   | 大愛電視台 | 長盤決勝               | 林碧芑       |      |
| 2018年   | 大愛電視台 | 曾經 我們一起12歲      | 鄭翠雲       |      |
| 2018年   | 大愛電視台 | 有你陪伴               | 吳家珊       |      |
| 2019年   | 客家電視台 | 四分之3                |              |      |
| 2019年   | 三立台灣台 | 炮仔聲                 | Christina    |      |
| 2020年   | 大愛電視台 | 伊如陽光               | 陳靜儀       |      |
| 2020年   | 大愛電視台 | 迎風而立               | 大老婆       |      |
| 2021年   | 大愛電視台 | 等一個人               | 宋秀端       |      |
| 2021年   | 大愛電視台 | 阿良的歸白人生         | 高文君       |      |
| 2021年   | 大愛電視台 | 阿芬的幸福修練         | 文素珍       |      |
| 2022年   | 大愛電視台 | 隨風 隨緣              | 甘美華       |      |
| 2024年   | 大愛電視台 | 你準備萌芽了嗎？       | 金老師       |      |
| 2024年   | 北京衛視   | 但願人長久             | 趙如梅       |      |
| 2024年   | 大愛電視台 | 在光裏的人             | 吳淑惠       |      |

## 主持
- 民視《買車王》
- 衛視中文台《嚦咕嚦咕樂翻天》
- 衛視中文台《發明王》
- 衛視中文台《鄉親大擂台》

## 廣告
- 【台新銀行】認真女人篇
- 【CHLITINA克麗緹娜】品牌宣言 女人勇敢愛
- 【國泰人壽】職場語錄 前輩指導篇
- 【7-11】
  - 涼麵 夏季篇
  - 光合三明治 吐司升級篇
  - 夏季輕食 沙拉篇
  - 川辣雞絲涼麵 高溫提醒篇
  - 雙寶丼 上菜篇
  - 關東煮 朋友來訪篇
- 建案
  - 台中 鄉林皇居
  - 台中 麗晨朗朗
  - 新竹 中悅皇苑

## 外部連結
- 段可風的Facebook專頁